# Samsonita
La samsonita és un mineral de la classe dels sulfurs. Fou anomenada amb el nom de la mina Samson, a Sant Andreasberg, Baixa Saxònia, Alemanya, on fou trobada per primer cop l'any 1910.

## Característiques
La samsonita és un mineral d'argent, manganès, antimoni i sofre, un sulfur d'argent i manganès amb cations addicionals d'antimoni, de fórmula química Ag₄MnSb₂S₆, de color negre acer. Té una duresa de 2,5 a l'escala de Mohs i una densitat de 5,50 g/cm³. Cristal·litza en el sistema monoclínic, formant cristalls prismàtics i estriats. A més dels elements de la seva fórmula, sol portar com impureses: ferro i coure. Es pot extreure juntament amb altres minerals de plata com a mena d'aquest important metall.
Segons la classificació de Nickel-Strunz, la samsonita pertany a «02.GA: nesosulfarsenats, nesosulfantimonats i nesosulfbismutits sense S addicional» juntament amb els següents minerals: proustita, pirargirita, pirostilpnita, xantoconita, skinnerita, wittichenita, lapieita, mückeita, malyshevita, lisiguangita, aktashita, gruzdevita, nowackiita, laffittita, routhierita, stalderita, erniggliita, bournonita, seligmannita i součekita.

## Formació i jaciments
És un mineral d'aparició molt rara, que es forma en filons hidrotermals. Sol trobar-se associada a altres minerals com: pirargirita, galena, discrasita, tetraedrita, pirolusita, quars, calcita o apofil·lita.